# Jacob Verdam

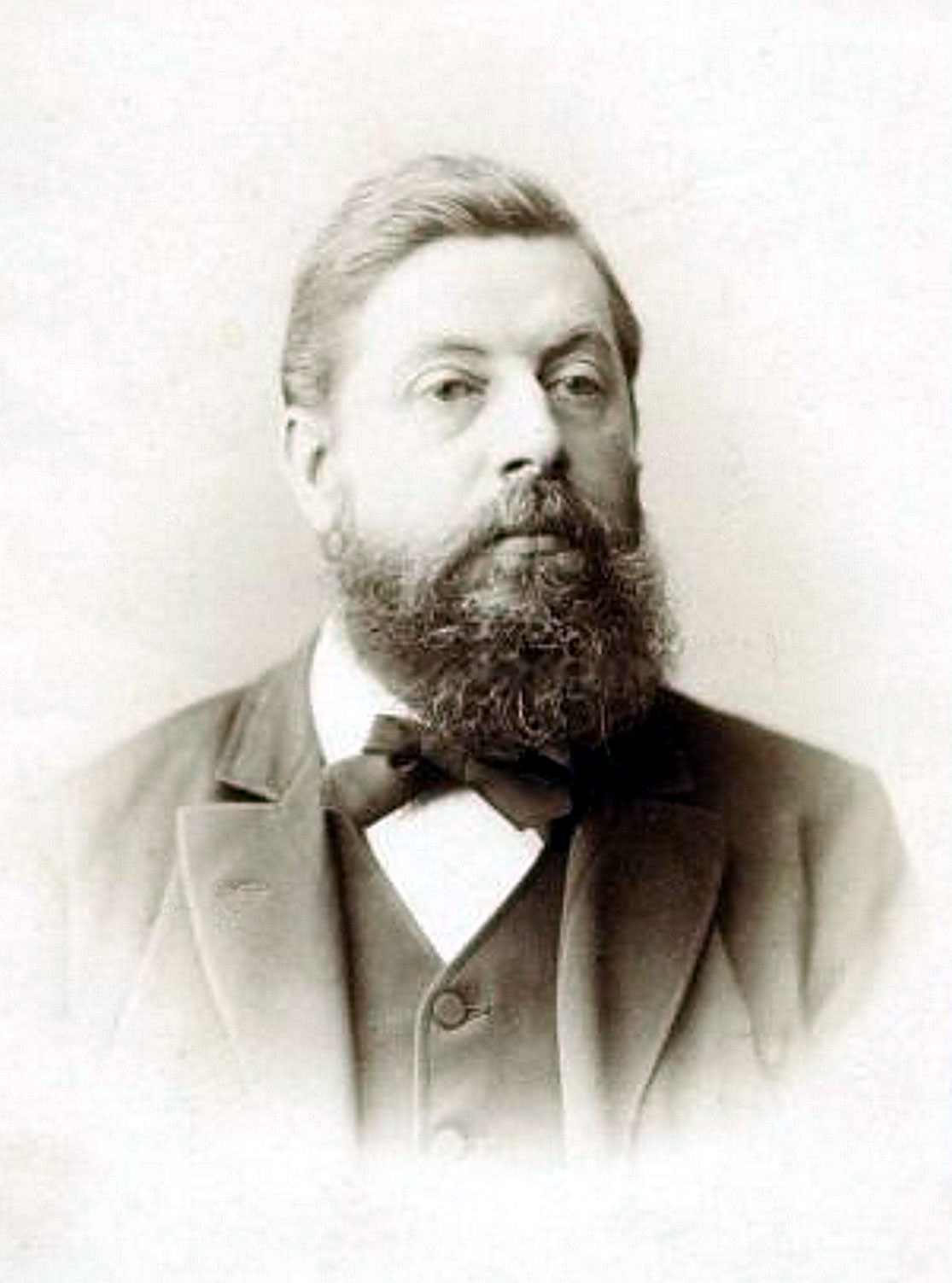
Jacob Verdam, um 1890

Jacob Verdam oder Jakob Verdam (* 22. Januar 1845 in Amsterdam; † 19. Juli 1919 in Leiden) war ein niederländischer Niederlandist.

## Leben
Jacob war Sohn des Tabakhändlers Hendrik Verdam (* 28. April 1819 in Mijdrecht; † 1854) und dessen am 16. April 1840 geheirateten Frau Mijntje Parson (* um 1819 in Amsterdam † 1849). In früher Jugend verlor er seine Eltern, so dass er bei seinem Großvater der Mijdrechter Bürgermeister Jacob Verdam aufwuchs. Seine Ausbildung erhielt er an der Lateinschule in Amsterdam, wo Petrus Epekema (* 20. Februar 1799 in Enkhuizen; † 15. Juni 1871 in Ammersfort) nachhaltigen Einfluss aus ihn ausübte. 1865 bezog er die Universität Leiden, um ein Studium der Literaturwissenschaft zu absolvieren. Hier wurden Matthias de Vries, Willem Georg Pluijgers (* 18. Februar 1812 in Zwolle; † 30. April 1880 in Leiden), Carel Gabriel Cobet, Robert Jacob Fruin und Johan Hendrik Caspar Kern seine prägenden Lehrer.
Nachdem er 1868 sein Kandidatenexamen bestanden hatte, wurde er 1869 Lehrer für klassische Sprachen am städtischen Gymnasium Leiden und promovierte am 14. Mai 1872 mit der Arbeit Tekstcritiek van de middelnederlandsche schrijvers (frei deutsch übersetzt: Textkritik von den mittelniederländischen Autoren) zum philosophischen Doktor in der Literatur. Am 30. Januar 1878 erhielt er einen Ruf als Professor für niederländische Sprache und Literatur sowie alte Sprachen und Literatur der Germanischen Völker an der Universität von Amsterdam, welche Aufgabe er am 13. April 1878 mit der Antrittsrede De wetenschappelijke beoefening der Nederlandsche taal, in verband met het nieuwe doctoraat (frei deutsch übersetzt: Die wissenschaftliche Untersuchung der niederländischen Sprache, im Bezug auf das neue Doktorat) antrat. Am 14. Juli 1891 erhielt er eine Berufung als Professor für Niederländische Sprache und Mittelniederländisch an der Universität Leiden, welche Aufgabe er am 21. Oktober 1891 mit der Einführungsrede Over wetenschap en wetenschappelijke methode (frei deutsch übersetzt: Über Wissenschaft und wissenschaftliche Methode) übernahm.
Er wurde Mitglied, Vorsitzender und am 12. Juni 1918 Ehrenmitglied der Maatschappij der Nederlandsche Letterkunde in Leiden (frei deutsch übersetzt: Gesellschaft der niederländischen Literatur). 1883 wurde er Mitglied der Königlich Niederländischen Akademie der Wissenschaften, war Mitglied in der Utrechter Historischen Gesellschaft, 1887 wurde er auswärtiges Ehrenmitglied der Koninklijke Vlaamse Academie van België voor Wetenschappen en Kunsten und 1909 wurde er Ritter des Ordens vom niederländischen Löwen. Zudem beteiligte er sich 1908/09 als Rektor der Alma Mater an den organisatorischen Aufgaben der Leidener Hochschule. Als 70-Jähriger legte er am 25. Juni 1915 seine Professur nieder und wurde am 20. September 1915 emeritiert. Verdam hatte sich auf dem Gebiet der niederländischen Sprachforschung zahlreiche Verdienste erworben und eine Vielzahl von Fachaufsätzen verfasst. Bedeutend ist das von ihm initiierte Middelnederlandsch Woordenboek, welches erst nach seinem Tod fertig gestellt werden konnte und 1983 durch J. J. van der Voort noch ein Supplement erhielt.

## Familie
Verdam verheiratete sich am 19. Juli 1872 in Haarlem mit Barta Johanna von Ketwich (* 11. Dezember 1840 in Zwolle; † 19. August 1926 in Leiden), die Tochter des Hermanus Diderikus van Ketwich (* 26. Dezember 1791 in Opheusden; † 22. März 1851 in Zwolle) und dessen Frau Catharina Elisabeth van Monnom (* 23. Juni 1796 in Amsterdam; † 17. April 1843 in Zwolle). Aus der Ehe stammen fünf Töchter und ein Sohn. Von den Kindern kennt man:
- Geertruida Adriana Elize Verdam (* 26. Januar 1874 in Leiden; † 2. April 1976 in Baarn) verh. am 21. Februar 1901 in Leiden mit dem Elektroingenieur Johann Gerard Bellaar Spruijt (* 13. Februar 1873 in Utrecht; † 13. Dezember 1929 in Leiden)
- Herman Dirk Verdam (* 15. Mai 1876 in Leiden) lebte in Dordrecht verh. B. von Hess (* um 1877; † Februar 1952)
- Catharina Elisabeth Verdam (* 5. November 1877 in Leiden; † 8. Juli 1967 in Katwijk) verh. 27. April 1905 in Leiden mit Jan Jacob Visscher (* 27. Oktober 1873 in Zwolle; † 6. Mai 1950 in Katwijk)
- Anna Margaretha Cornelia Verdam (* 12. August 1879 in Amsterdam; † 12. Dezember 1972 in Haarlem) verh. 20. April 1916 in Leiden mit dem Professor Jacob Wijbrand Muller (* 14. Juni 1858 in Amsterdam; † 18. März 1945 in Leiden)
- Bertha Johanna Verdam (* 7. April 1881 in Amsterdam) verh. 20. Oktober 1904 in Leiden (gesch.: 14. Dezember 1923 in Königsberg/Preußen) mit Hermann Pieter Schim van der Loeff (* 10. Dezember 1879 in Utrecht; † 10. Januar 1949 in Heemstede)
- Sara Ermina Sophia Verdam (* 1. April 1884 in Amsterdam) verh. 10. März 1909 in Leiden mit Willem Frederik Karel Cost Budde (* 26. April 1882 in Deventer)

## Schriften (Auswahl)
- Tekstcritiek van Middelnederlandsche schrijvers. Leiden 1872.
- Die spiegel der sonden. 2 Bände. Leiden 1900–1901.
- Middelnederlandsch handwoordenboek. Den Haag 1911; 2. Auflage, besorgt von Claudius Henricus Ebbinge Wubben, ebenda 1932; Neudruck ebenda 1964. Ein Supplement, bearbeitet von J. J. van der Voort van der Kleij, erschien in Leiden und Antwerpen 1983.
- Uit de Geschiedenis der Nederlandsche Taal. 4. Auflage. Zutphen 1923.
- mit Eelco Verwijs: Middelnederlandsch woordenboeck. 10 Bände. Den Haag (1882) 1885–1952; Neudruck ebenda 1969–1971.